# Vrydagzynea
 Vrydagzynea  – rodzaj roślin z rodziny storczykowatych (Orchidaceae). Rośliny są głównie naziemne, bardzo rzadko epifityczne. Kłącza rozgałęzione i równej długości. Łodyga z kilkoma rozproszonymi liśćmi. Kwiatostany gładkie z kilkoma przylistkami. Kwiaty rozpostarte, grzbietowy płatek często pogrubiony przy wierzchołku. Zalążnia gładka i skręcona, brak torebki. Pylniki maczugowate.
Rośliny z tego rodzaju rosną w bardzo różnych środowiskach, na nizinnych i wilgotnych bagnach do wilgotnych odsłoniętych stanowisk na średnich wysokościach. Rośliny można także spotkać na porośniętych mchem pniach drzew, rosną na wysokościach od poziomu morza do około 1800 m. Występują w Chinach w prowincji Hajnan, na Tajwanie, w Indiach w regionie Asam i na Nikobarach, w Bangladeszu, Mjanmie, Tajlandii, Wietnamie, Malezji, Filipinach, Nowej Gwinei, na Wyspach Salomona, w Australii, w regionie Queensland, na Karolinach, Fidżi, Samoa, Tonga, Vanuatu.

## Systematyka
Rodzaj sklasyfikowany do podplemienia Goodyerinae w plemieniu Cranichideae, podrodzina storczykowe (Orchidoideae), rodzina storczykowate (Orchidaceae), rząd szparagowce (Asparagales) w obrębie roślin jednoliściennych.
Wykaz gatunków
- Vrydagzynea albida (Blume) Blume
- Vrydagzynea albostriata Schltr.
- Vrydagzynea angustisepala J.J.Sm.
- Vrydagzynea argentistriata Carr
- Vrydagzynea argyrotaenia Schltr.
- Vrydagzynea beccarii Schltr.
- Vrydagzynea bicostata Carr
- Vrydagzynea bractescens Ridl.
- Vrydagzynea brassii Ormerod
- Vrydagzynea buruensis J.J.Sm.
- Vrydagzynea celebica Schltr.
- Vrydagzynea deliana J.J.Sm.
- Vrydagzynea densa Schltr.
- Vrydagzynea elata Schltr.
- Vrydagzynea elongata Blume
- Vrydagzynea endertii J.J.Sm.
- Vrydagzynea gracilis Blume
- Vrydagzynea grandis Ames & C.Schweinf.
- Vrydagzynea grayi D.L.Jones & M.A.Clem.
- Vrydagzynea guppyi Schltr.
- Vrydagzynea kerintjiensis J.J.Sm.
- Vrydagzynea lancifolia Ridl.
- Vrydagzynea micronesiaca Schltr.
- Vrydagzynea neohibernica Schltr.
- Vrydagzynea novaguineensis J.J.Sm.
- Vrydagzynea nuda Blume
- Vrydagzynea obliqua Schltr.
- Vrydagzynea paludosa J.J.Sm.
- Vrydagzynea pauciflora J.J.Sm.
- Vrydagzynea purpurea Blume
- Vrydagzynea salomonensis Schltr.
- Vrydagzynea samoana Schltr.
- Vrydagzynea schumanniana Kraenzl.
- Vrydagzynea semicordata J.J.Sm.
- Vrydagzynea sessilifolia Ormerod
- Vrydagzynea tilungensis J.J.Sm.
- Vrydagzynea triangularis Ormerod & J.J.Wood
- Vrydagzynea tristriata Ridl.
- Vrydagzynea truncicola Schltr.
- Vrydagzynea uncinata Blume
- Vrydagzynea vitiensis Rchb.f.
- Vrydagzynea vrydagzynoides (Ames) Ormerod
- Vrydagzynea weberi Ames